# ویکی‌پدیای سامی شمالی
ویکی‌پدیای سامی شمالی نسخه زبان سامی شمالی وب‌گاه ویکی‌پدیا است.
زبان سامی شمالی تا ۴ اوت ۲۰۱۲ با بیش از ۵٬۰۴۷ مقاله در رده یک‌صدوچهل‌ودو ویکی‌پدیاها قرار گرفته‌است.